# John Saville Faucit
John Saville Faucit (... – 1853) è stato un attore teatrale inglese.

## Biografia
Famoso all'epoca sia come attore che per la sua storia d'amore con Harriet Elizabeth Savill con cui si sposò ed ebbe una figlia Helena Faucit. Il matrimonio fallì e i due si separarono (Harriet ebbe poi una relazione con l'attore William Farren, Faucit non permise mai la loro unione ufficiale sino alla sua morte, avvenuta nel 1853).